# Guido Di Deo
Guido Di Deo (Battipaglia, 26 luglio 1981) è un allenatore di calcio ed ex calciatore italiano, di ruolo centrocampista.

## Carriera
Attualmente svolge il ruolo di vice allenatore della Turris, nello staff di Leonardo Menichini
È calcisticamente cresciuto nella Scuola Calcio Spes di Battipaglia.
Ha giocato in Serie B con le maglie di Salernitana, Frosinone e Ternana.

## Palmarès

### Club

#### Competizioni nazionali
- Campionato italiano Serie C1: 1

Salernitana: Serie C1 2007-2008
- Campionato italiano di Serie D: 2

Campobasso 1999-2000
Rimini: 2014-2015